# Campionato FIA di Formula 3 europea regionale 2020
Il campionato FIA di Formula 3 europea regionale 2020 è la seconda edizione di questo campionato. Iniziata il 31 luglio 2020 sul circuito di Misano, si concluderà dopo 8 weekend di gara, per un totale di 24 gare, il 6 dicembre dello stesso anno a Vallelunga.
La monoposto adoperata da tutte le scuderie è la Tatuus F3 T-318, che adotta un motore Alfa Romeo da 270 cavalli.

## Piloti e squadre
| Team                     | Nº | Pilota              | Weekend di gare |
| ------------------------ | -- | ------------------- | --------------- |
| KIC Motorsport           | 2  | Nico Göhler         | 3               |
| KIC Motorsport           | 4  | Jüri Vips           | 1-2, 4          |
| KIC Motorsport           | 5  | Patrik Pasma        | Tutti           |
| KIC Motorsport           | 40 | Konsta Lappalainen  | Tutti           |
| Van Amersfoort Racing    | 3  | Pierre-Louis Chovet | Tutti           |
| Van Amersfoort Racing    | 11 | Alessandro Famularo | 3-5             |
| Van Amersfoort Racing    | 23 | Facu Regalia        | 2               |
| Van Amersfoort Racing    | 62 | Dennis Hauger       | 6               |
| Prema Powerteam          | 6  | Oliver Rasmussen    | Tutti           |
| Prema Powerteam          | 10 | Gianluca Petecof    | Tutti           |
| Prema Powerteam          | 14 | Arthur Leclerc      | Tutti           |
| Prema Powerteam          | 55 | Jamie Chadwick      | Tutti           |
| Gillian Track Events     | 33 | Gillian Henrion     | Tutti           |
| DR Formula RP Motorsport | 41 | Emidio Pesce        | Tutti           |
| DR Formula RP Motorsport | 71 | Ian Rodríguez       | 7               |
| Monolite Racing          | 99 | Andrea Cola         | Tutti           |

## Classifiche

### Sistema di punteggio
Il sistema viene applicato uniformemente a tutte e tre le gare previste per ogni Gran Premio.
| Posizione | 1ª | 2ª | 3ª | 4ª | 5ª | 6ª | 7ª | 8ª | 9ª | 10ª |
| Punti     | 25 | 18 | 15 | 12 | 10 | 8  | 6  | 4  | 2  | 1   |

### Riassunto della stagione
| Gara | Gara | Circuito      | Pole position       | Giro veloce         | Pilota vincitore    | Team vincitore        |
| ---- | ---- | ------------- | ------------------- | ------------------- | ------------------- | --------------------- |
| 1    | G1   | Misano        | Arthur Leclerc      | Jüri Vips           | Oliver Rasmussen    | Prema Powerteam       |
| 1    | G2   | Misano        | Arthur Leclerc      | Gianluca Petecof    | Arthur Leclerc      | Prema Powerteam       |
| 1    | G3   | Misano        | Arthur Leclerc      | Arthur Leclerc      | Gianluca Petecof    | Prema Powerteam       |
| 2    | G1   | Paul Ricard   | Arthur Leclerc      | Arthur Leclerc      | Arthur Leclerc      | Prema Powerteam       |
| 2    | G2   | Paul Ricard   | Gianluca Petecof    | Oliver Rasmussen    | Gianluca Petecof    | Prema Powerteam       |
| 2    | G3   | Paul Ricard   | Gianluca Petecof    | Gianluca Petecof    | Arthur Leclerc      | Prema Powerteam       |
| 3    | G1   | Red Bull Ring | Gianluca Petecof    | Gianluca Petecof    | Gianluca Petecof    | Prema Powerteam       |
| 3    | G2   | Red Bull Ring | Gianluca Petecof    | Gianluca Petecof    | Oliver Rasmussen    | Prema Powerteam       |
| 3    | G3   | Red Bull Ring | Gianluca Petecof    | Gianluca Petecof    | Gianluca Petecof    | Prema Powerteam       |
| 4    | G1   | Mugello       | Oliver Rasmussen    | Jüri Vips           | Arthur Leclerc      | Prema Powerteam       |
| 4    | G2   | Mugello       | Arthur Leclerc      | Pierre-Louis Chovet | Arthur Leclerc      | Prema Powerteam       |
| 4    | G3   | Mugello       | Arthur Leclerc      | Gianluca Petecof    | Arthur Leclerc      | Prema Powerteam       |
| 5    | G1   | Monza         | Patrik Pasma        | Oliver Rasmussen    | Patrik Pasma        | KIC Motorsport        |
| 5    | G2   | Monza         | Patrik Pasma        | Oliver Rasmussen    | Oliver Rasmussen    | Prema Powerteam       |
| 5    | G3   | Monza         | Arthur Leclerc      | Gianluca Petecof    | Patrik Pasma        | KIC Motorsport        |
| 6    | G1   | Barcellona    | Pierre-Louis Chovet | Pierre-Louis Chovet | Oliver Rasmussen    | Prema Powerteam       |
| 6    | G2   | Barcellona    | Dennis Hauger       | Oliver Rasmussen    | Oliver Rasmussen    | Prema Powerteam       |
| 6    | G3   | Barcellona    | Dennis Hauger       | Pierre-Louis Chovet | Pierre-Louis Chovet | Van Amersfoort Racing |
| 7    | G1   | Imola         | Oliver Rasmussen    | Dennis Hauger       | Ian Rodriguez       | DR Formula            |
| 7    | G2   | Imola         | Arthur Leclerc      | Patrik Pasma        | Patrik Pasma        | Kic Motorsport        |
| 7    | G3   | Imola         | Patrik Pasma        | Patrik Pasma        | Patrik Pasma        | KIC Motorsport        |
| 8    | G1   | Vallelunga    | Oliver Rasmussen    | Patrik Pasma        | Dennis Hauger       | Van Amersfoort Racing |
| 8    | G2   | Vallelunga    | Oliver Rasmussen    | Oliver Rasmussen    | NC                  | NC                    |
| 8    | G3   | Vallelunga    | Oliver Rasmussen    | Oliver Rasmussen    | Oliver Rasmussen    | Prema Powerteam       |

### Classifica piloti
| Pos. | Piloti                  | MIS             | MIS                 | MIS          | LEC         | LEC                                             | LEC | RBR | RBR | RBR | MUG | MUG | MUG | MNZ | MNZ | MNZ | CAT | CAT | CAT | IMO | IMO | IMO | VLL | VLL | VLL | Punti |
| --- | ----------------------- | --------------- | ------------------- | ------------ | ----------- | ----------------------------------------------- | --- | --- | --- | --- | --- | --- | --- | --- | --- | --- | --- | --- | --- | --- | --- | --- | --- | --- | --- | ----- |
| 1 | Gianluca Petecof        | 4               | 2                   | 1            | 2           | 1                                               | 2   | 1   | 2   | 1   | 4   | 3   | 2   | 2   | 6   | 2   | 5   | 6   | 3   | 8   | 3   | 4   | 4   | NC  | 5   | 359   |
| 2 | Arthur Leclerc          | Rit             | 1                   | 2            | 1           | 2                                               | 1   | 2   | 3   | 2   | 1   | 1   | 1   | 3   | 9   | 6   | 2   | 5   | 4   | 3   | Rit | 2   | 6   | NC  | Rit | 343   |
| 3 | Oliver Rasmussen        | 1               | 3                   | 3            | 6           | 5                                               | 4   | 3   | 1   | 3   | 3   | 6   | 3   | 4   | 1   | 4   | 1   | 1   | 5   | Rit | 6   | 6   | 3   | NC  | 1   | 343   |
| 4 | Patrik Pasma            | 2               | 4                   | 5            | 5           | 6                                               | 5   | 4   | 5   | 6   | 8   | 9   | 4   | 1   | 4   | 1   | 4   | 4   | 8   | 6   | 1   | 1   | 2   | NC  | 6   | 290   |
| 5 | Pierre-Louis Chovet     | 5               | 5                   | 7            | 3           | 4                                               | 7   | 5   | 4   | 7   | 5   | 2   | 7   | 11  | 3   | 5   | 7   | 3   | 1   | 4   | 5   | 3   | Rit | NC  | 3   | 244   |
| 6 | Konsta Lappalainen      | 9               | 7                   | Rit          | 8           | Rit                                             | 6   | Rit | 7   | 11  | 7   | NP  | 5   | 7   | 2   | 3   | 6   | 10  | 7   | 5   | 7   | 8   | 5   | NC  | 4   | 140   |
| 7 | Dennis Hauger           |                 |                     |              |             |                                                 |     |     |     |     |     |     |     |     |     |     | 3   | 2   | 2   | 2   | 4   | 5   | 1   | NC  | 2   | 134   |
| 8 | Jüri Vips               | Rit             | 6                   | 4            | 4           | 3                                               | 3   |     |     |     | 2   | 10  | Rit |     |     |     |     |     |     |     |     |     |     |     |     | 81    |
| 9 | Jamie Chadwick          | 3               | 8                   | 6            | 10          | 10                                              | 9   | Rit | 10  | 5   | 9   | 7   | 8   | 10  | Rit | 8   | 10  | 9   | 10  | Rit | 9   | 10  | 8   | NC  | 7   | 80    |
| 10 | Gillian Henrion         | 8               | 10                  | 8            | 9           | 8                                               | 10  | Rit | Rit | 8   | NP  | 4   | 10  | 6   | Rit | Rit | 8   | 7   | 9   | 7   | 8   | Rit | 7   | NC  | 8   | 78    |
| 11 | Alessandro Famularo     |                 |                     |              |             |                                                 |     | 7   | 6   | 4   | 6   | 5   | 6   | 5   | 5   | 10  |     |     |     |     |     |     |     |     |     | 73    |
| 12 | Emidio Pesce            | 7               | 11                  | Rit          | 11          | 11                                              | NP  | 8   | 8   | 9   | Rit | 8   | 9   | 8   | 7   | 7   | 11  | 11  | 11  | 10  | 11  | 7   | 9   | NC  | 10  | 50    |
| 13 | Ian Rodriguez           |                 |                     |              |             |                                                 |     |     |     |     |     |     |     |     |     |     |     |     |     | 1   | 2   | 9   |     |     |     | 45    |
| 14 | Andrea Cola             | 6               | 9                   | 9            | 12          | 9                                               | 11  | 9   | 11  | 10  | Rit | Rit | 11  | 12  | 8   | 9   |     |     |     |     |     |     |     |     |     | 26    |
| 15 | Matteo Nannini          |                 |                     |              |             |                                                 |     |     |     |     |     |     |     |     |     |     | 9   | 8   | 6   |     |     |     |     |     |     | 14    |
| 16 | Nico Göhler             |                 |                     |              |             |                                                 |     | 6   | 9   | Rit |     |     |     | 9   | Rit | NP  |     |     |     |     |     |     |     |     |     | 12    |
| 17 | Nicola Marinangeli      |                 |                     |              |             |                                                 |     |     |     |     |     |     |     |     |     |     |     |     |     | 9   | 10  | 11  | 10  | NC  | 9   | 6     |
| - | Facu Regalia            |                 |                     |              | 7           | 7                                               | 8   |     |     |     |     |     |     |     |     |     |     |     |     |     |     |     |     |     |     | -     |
| Pos. | Pilota                  | MIS             | MIS                 | MIS          | LEC         | LEC                                             | LEC | RBR | RBR | RBR | MUG | MUG | MUG | MNZ | MNZ | MNZ | CAT | CAT | CAT | IMO | IMO | IMO | VLL | VLL | VLL | Punti |
| \| Legenda \| 1º posto \| 2º posto \| 3º posto \| A punti \| Senza punti \| Grassetto=Pole position Corsivo=Giro più veloce \| \| Legenda \| Solo prove/Terzo pilota \| Non qualificato \| Ritirato/Non class. \| Squalificato \| Non partito \| Grassetto=Pole position Corsivo=Giro più veloce \| |                         |                 |                     |              |             |                                                 |     |     |     |     |     |     |     |     |     |     |     |     |     |     |     |     |     |     |     |       |
| Legenda | 1º posto                | 2º posto        | 3º posto            | A punti      | Senza punti | Grassetto=Pole position Corsivo=Giro più veloce |     |     |     |     |     |     |     |     |     |     |     |     |     |     |     |     |     |     |     |       |
| Legenda | Solo prove/Terzo pilota | Non qualificato | Ritirato/Non class. | Squalificato | Non partito | Grassetto=Pole position Corsivo=Giro più veloce |     |     |     |     |     |     |     |     |     |     |     |     |     |     |     |     |     |     |     |       |

| Legenda | 1º posto                | 2º posto        | 3º posto            | A punti      | Senza punti | Grassetto=Pole position Corsivo=Giro più veloce |
| Legenda | Solo prove/Terzo pilota | Non qualificato | Ritirato/Non class. | Squalificato | Non partito | Grassetto=Pole position Corsivo=Giro più veloce |

### Classifica squadre
Il punteggio accumulato al termine di ogni gara tiene conto solo dei due piloti con il miglior piazzamento finale.
| Pos. | Squadra                  | MIS             | MIS                 | MIS          | LEC         | LEC                                             | LEC | RBR | RBR | RBR | MUG | MUG | MUG | MNZ | MNZ | MNZ | CAT | CAT | CAT | IMO | IMO | IMO | VLL | VLL | VLL | Punti |
| --- | ------------------------ | --------------- | ------------------- | ------------ | ----------- | ----------------------------------------------- | --- | --- | --- | --- | --- | --- | --- | --- | --- | --- | --- | --- | --- | --- | --- | --- | --- | --- | --- | ----- |
| 1 | Prema Powerteam          | 1               | 1                   | 1            | 1           | 1                                               | 1   | 1   | 1   | 1   | 1   | 1   | 1   | 2   | 1   | 2   | 1   | 1   | 3   | 3   | 3   | 2   | 3   | NC  | 1   | 842   |
| 1 | Prema Powerteam          | 3               | 2                   | 2            | 2           | 2                                               | 2   | 2   | 2   | 2   | 3   | 3   | 2   | 3   | 6   | 4   | 2   | 5   | 4   | 8   | 6   | 4   | 4   | NC  | 5   | 842   |
| 2 | KIC Motorsport           | 2               | 4                   | 4            | 4           | 3                                               | 3   | 4   | 5   | 6   | 2   | 9   | 4   | 1   | 2   | 1   | 4   | 4   | 7   | 5   | 1   | 1   | 2   | NC  | 4   | 495   |
| 2 | KIC Motorsport           | 9               | 6                   | 5            | 5           | 6                                               | 5   | 6   | 7   | 11  | 7   | 10  | 5   | 7   | 4   | 3   | 6   | 10  | 8   | 6   | 7   | 8   | 5   | NC  | 6   | 495   |
| 3 | Van Amersfoort Racing    | 5               | 5                   | 7            | 3           | 4                                               | 7   | 5   | 4   | 4   | 5   | 2   | 6   | 5   | 3   | 5   | 3   | 2   | 1   | 2   | 4   | 3   | 1   | NC  | 2   | 451   |
| 3 | Van Amersfoort Racing    |                 |                     |              |             |                                                 |     | 7   | 6   | 7   | 6   | 5   | 7   | 11  | 5   | 10  | 7   | 3   | 2   | 4   | 5   | 5   | Rit | NC  | 3   | 451   |
| 4 | DR Formula RP Motorsport | 7               | 11                  | Rit          | 11          | 11                                              | NP  | 8   | 8   | 9   | Rit | 8   | 9   | 8   | 7   | 7   | 11  | 11  | 11  | 1   | 2   | 7   | 9   | NC  | 10  | 95    |
| 5 | Gillian Track Events     | 8               | 10                  | 8            | 9           | 8                                               | 10  | Rit | Rit | 8   | NP  | 4   | 10  | 6   | Rit | Rit | 8   | 7   | 9   | 7   | 8   | Rit | 7   | NC  | 8   | 78    |
| 6 | Monolite Racing          | 6               | 9                   | 9            | 12          | 9                                               | 11  | 9   | 11  | 10  | Rit | Rit | 11  | 12  | 8   | 9   | 9   | 8   | 6   |     |     |     |     |     |     | 40    |
| Pos. | Squadra                  | MIS             | MIS                 | MIS          | LEC         | LEC                                             | LEC | RBR | RBR | RBR | MUG | MUG | MUG | MNZ | MNZ | MNZ | CAT | CAT | CAT | IMO | IMO | IMO | VLL | VLL | VLL | Punti |
| \| Legenda \| 1º posto \| 2º posto \| 3º posto \| A punti \| Senza punti \| Grassetto=Pole position Corsivo=Giro più veloce \| \| Legenda \| Solo prove/Terzo pilota \| Non qualificato \| Ritirato/Non class. \| Squalificato \| Non partito \| Grassetto=Pole position Corsivo=Giro più veloce \| |                          |                 |                     |              |             |                                                 |     |     |     |     |     |     |     |     |     |     |     |     |     |     |     |     |     |     |     |       |
| Legenda | 1º posto                 | 2º posto        | 3º posto            | A punti      | Senza punti | Grassetto=Pole position Corsivo=Giro più veloce |     |     |     |     |     |     |     |     |     |     |     |     |     |     |     |     |     |     |     |       |
| Legenda | Solo prove/Terzo pilota  | Non qualificato | Ritirato/Non class. | Squalificato | Non partito | Grassetto=Pole position Corsivo=Giro più veloce |     |     |     |     |     |     |     |     |     |     |     |     |     |     |     |     |     |     |     |       |

| Legenda | 1º posto                | 2º posto        | 3º posto            | A punti      | Senza punti | Grassetto=Pole position Corsivo=Giro più veloce |
| Legenda | Solo prove/Terzo pilota | Non qualificato | Ritirato/Non class. | Squalificato | Non partito | Grassetto=Pole position Corsivo=Giro più veloce |